# Charles Zviak
Charles Zviak, né le 8 février 1922 à Paris et mort le 8 juillet 1989 à Franconville, est un chef d'entreprise français. Il a notamment été président-directeur général de L'Oréal de novembre 1984 à septembre 1988.

## Biographie
Diplômé de l'École nationale supérieure de chimie de Paris, il fut directeur général de L'Oréal pendant une vingtaine d'années[Quand ?] avant de succéder à François Dalle comme président-directeur général[Quand ?].
Entré à Monsavon (alors propriété de L'Oréal) en 1945, il participe à la mise en place du procédé de saponification en continu[réf. souhaitée]. Véritable créateur de la recherche appliquée au sein du groupe, il en devient le vice-président-directeur général en 1973 puis président-directeur général en 1984.
Chercheur et « trouveur » (selon les propres termes de François Dalle)[réf. nécessaire], il assura également la direction de Synthélabo. Le centre de recherche du groupe à Clichy porte son nom.
Il meurt le 8 juillet 1989 des suites d'une maladie.